# Veneno (película de 1981)
Veneno (en inglés, Venom) es una película de terror británica de 1981, dirigida por Piers Haggard y protagonizada por Klaus Kinski, Oliver Reed, Nicol Williamson y Sarah Miles.

## Sinopsis argumental
Venom trata sobre el secuestro fallido de un niño. La mamba negra de este niño (una serpiente muy venenosa) se libera y acaba por andar suelta por la casa, aterrorizando a los secuestradores.

## Desarrollo y producción
Tobe Hooper iba a ser el director original pero renunció por "diferencias creativas". La fotografía de la película corrió a cargo de Denys Coop y Gilbert Taylor.